# Вороб'ї (Бобінське сільське поселення)
Вороб'ї́ (рос. Воробьи) — присілок у складі Слободського району Кіровської області, Росія. Входить до складу Бобінського сільського поселення.
Населення становить 16 осіб (2010).